# カーロイ・ベーラ

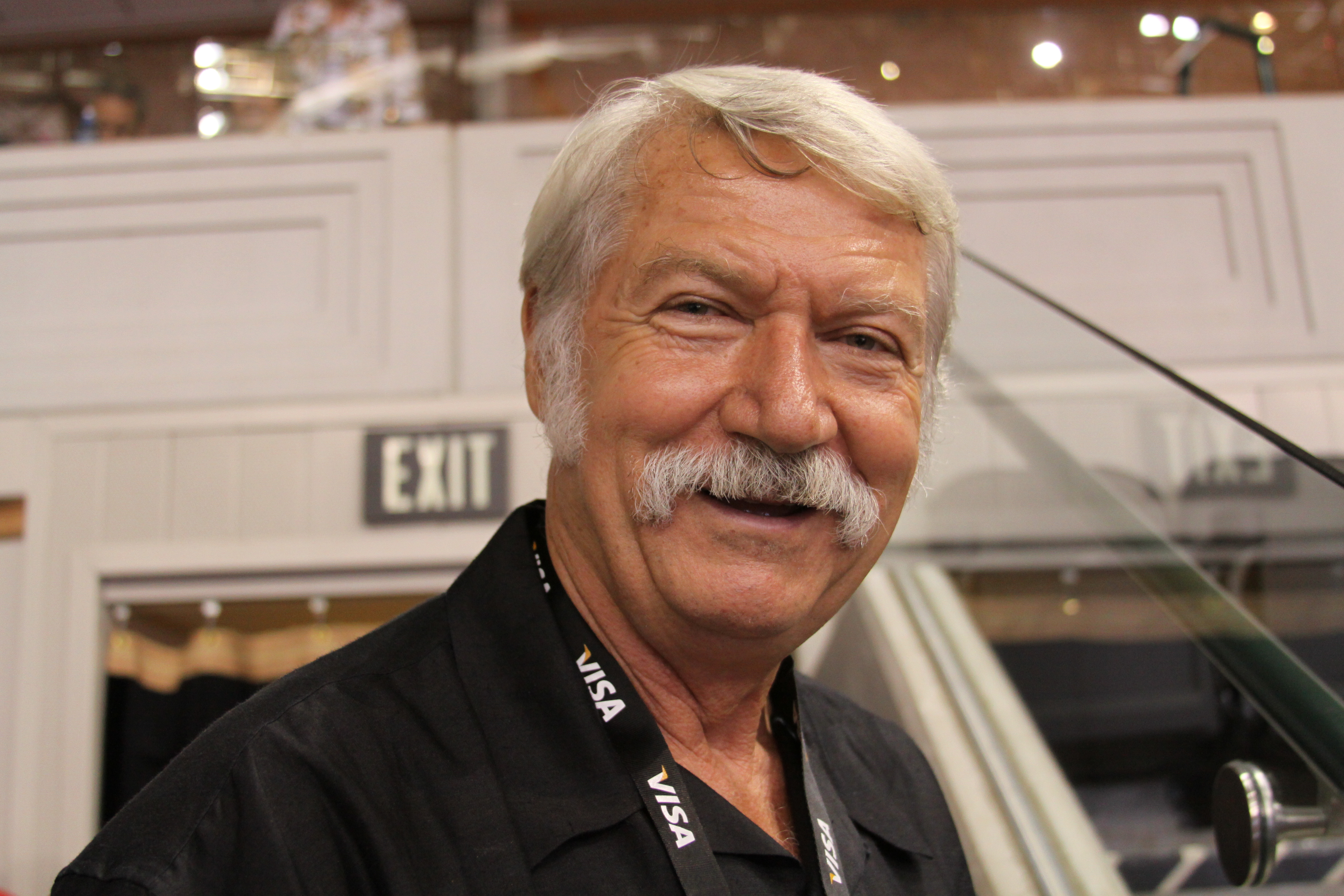
カーロイ・ベーラ（2009年）

カーロイ・ベーラ（ハンガリー語: Károlyi Béla、 [ˈkɑ̈ːrojiˈbe̝ːlɒ]、1942年9月13日 - 2024年11月15日）はハンガリー王国トランシルヴァニア地方コロジュ県コロジュヴァール市（現在ルーマニア領）出身の体操競技指導者。血統上はルーマニア国籍のハンガリー人である（ハンガリー系ルーマニア人ではない）。1981年に彼と、やはりルーマニア国籍のハンガリー人であった妻のカーロイ・マールタはアメリカ合衆国に亡命した。現在ルーマニアとアメリカ合衆国両方の国籍を持っている。ルーマニア、アメリカそれぞれでコーチとしてオリンピックの金メダルを獲得している。
日本では専ら英語経由で彼が紹介されたこともあり、また当初、彼がハンガリー人であるということも知られていなかったため、英語風にベラ・カロリーと表記されることもある。
これまでにメアリー・ルー・レットン、ベティ・オキノ、ケリー・ストラグ、テオドラ・ウングレアヌ、ナディア・コマネチ、キム・ズメスカル、クリスティ・フィリップス、ドミニク・モセアヌなどを指導してきた。これまでに彼が指導した選手は合計でオリンピックで9個、世界選手権で15個、ヨーロッパ選手権で16個、全米選手権で6個の金メダルを獲得した。

## 経歴

### ルーマニア時代
1960年代終わりから1970年代初めにかけて彼はルーマニア国内での体操選手の訓練システムの先駆者となった。オネシュティに体操スクールを設置し運動能力の優れた若い少女たちを集めた。彼女らの中には町から近くに住む6歳だったナディア・コマネチもいた。
1974年にコーチとして初の国際大会出場を果たした。この年コマネチが国際大会に初出場を果たし、1975年のヨーロッパ体操競技選手権にもコマネチが出場、1976年のモントリオールオリンピックには彼の指導した選手6人がブカレストにあったクラブ・ディナモの選手を抑えてルーマニア代表に選ばれた。ルーマニア代表は団体で銀メダルを獲得、コマネチは史上初となる10点満点を出した。この大会でルーマニアは金メダル3個、銀メダル2個、銅メダル2個を獲得した。
コマネチの成功によって彼のコーチとしての手腕は広く知られるようになった。1980年モスクワオリンピックでも代表コーチとなった。オリンピック後、ルーマニアに帰国した彼はオリンピックで審判の批判騒ぎを起こしたことなどを理由にルーマニアの少数民族であるハンガリー人を毛嫌いしていたニコラエ・チャウシェスクの意向でルーマニア共産党委員会の査問を受けた。1981年にもルーマニア体操協会と衝突した彼はその年の体操ツアーの際に妻マールタと振り付け師のポジャール・ゲーザと共にアメリカ合衆国に亡命しオクラホマ州に居を構えた

### 1980年代
1981年、体操競技ビジネスの道に誘われてテキサス州ヒューストンに移った。財政上の問題を抱えた体育館を彼は買い取った。
彼はコマネチのコーチという触れ込みで多くの体操選手を集めた。亡命してわずか3年後のロサンゼルスオリンピックでコーチとして最高の舞台に戻った彼の教え子はメアリー・ルー・レットンが個人総合で金メダル、ジュリアン・マクナマラが段違い平行棒で金メダルを獲得した。1988年のソウルオリンピックではアメリカ女子体操チームのヘッドコーチとなった。この時点で彼はアメリカの市民権を得るために必要な居住要件を満たしていなかったが2人の上院議員が影響力を行使して通常より早く市民権を得ることができた。彼は団体以外に代表選手のうち平均台で銅メダルを獲得したフェーベ・ミルズ、シェル・スタック、ブランディ・ジョンソンも指導していた。しかし、彼の指導を受けていたジュリサ・ゴメスが1988年に日本で競技中に転倒して昏睡に陥った（1991年に生命維持装置が外され死去）事件では、彼女を含む体操選手へのあまりに過酷な指導が問題視された。
ソウルオリンピック後も彼の元で体操を学ぼうとする選手は増え続け1990年には彼の指導するトップ選手6人が"Karolyi six-pack"と報道されることもあった。

### 1990年代
1991年世界体操競技選手権に出場したアメリカの6人の女子選手のうち彼はシャノン・ミラーとミッシェル・カンピの2人を除いたキム・ズメスカル、ベティ・オキノ、ヒラリー・グリヴィッチ、ケリー・ストラグの4人を指導していた。1992年のバルセロナオリンピックでもこの傾向は続き彼はヘッドコーチを務めると共に7人の代表選手（1名は補欠。）のうち5名を彼が指導した選手が占めた。
1996年のアトランタオリンピックでもドミニク・モセアヌとケリー・ストラグと2人の選手を指導者としてオリンピックに送り込んだ。この大会の跳馬で負傷したものの金メダルに貢献したストラグを彼は表彰台まで抱えた。
1996年のオリンピックを最後に彼はコーチを引退し、1997年に彼は国際体操殿堂入りを果たした。

### 1999年以降
アトランタオリンピック後、アメリカの体操選手はグッドウィルゲームズなどでしか国際大会で優勝できなくなり1997年、1999年の世界体操競技選手権ではメダルを1個も獲得できなかった。1999年の世界選手権終了後、アメリカ協会は彼を代表のコーディネーターに招こうとした。彼は全ての選手が彼の元でキャンプをすること、国際大会出場選手の選考への発言権を求めた。2000年のシドニーオリンピックでアメリカは団体で4位となったが個人でのメダル獲得はならなかった。彼はシドニーオリンピック前に年齢制限のため、アメリカで最も優れた体操選手が14歳であるという理由で出場できないと発言した。この頃から選手の彼へ反発する発言がされるようになった。
2001年、代表チームのコーディネーターの役は妻のマールタに引き継がれトレーニングキャンプなどは彼のやり方が一部継承されたがキャンプの頻度は少なくなった。2001年から2007年までの間に団体で優勝2回、アテネオリンピックの個人総合、世界選手権での8つの金メダル、2005年、2007年の世界選手権での個人総合で金メダルを獲得した。
2008年北京オリンピックの際、彼はNBCニュースでゲスト解説者を務めた。その際彼は中国女子体操選手の中に年齢詐称をしている選手がいると発言した。彼はオリンピックで年齢制限をすることに反対しつつもこの問題を解決するにはIOCが年齢制限を撤廃するしかないだろうと述べた。
彼は中国選手の優れた能力や選手の育成に対して賞賛しつつも行う必要のない不正をしていることが腹立たしいと述べた。
彼は同大会の跳馬でも程菲の演技に対する採点ミスがあったと主張した。
2024年11月15日に死去。82歳没。

## 関連書籍
- Károlyi, Béla and Nancy Ann Richardson. Feel No Fear: The Power, Passion, and Politics of a Life in Gymnastics. ISBN 078686012X (hardback), ISBN 0786880201 (paperback)